# Alosa macedonica
Alosa macedonica är en fiskart som först beskrevs av Decio Vinciguerra 1921.  Alosa macedonica ingår i släktet Alosa och familjen sillfiskar. IUCN kategoriserar arten globalt som sårbar. Inga underarter finns listade i Catalogue of Life.